# Gabriele Rossi
Gabriele Rossi (Rimini, 26 marzo 1966) è un ex arbitro di calcio e allenatore di calcio sammarinese.

## Carriera
Ha cominciato la carriera arbitrale dapprima nell'ambito della FIGC iscrivendosi alla sezione AIA di Rimini nel 1982 e arrivando, nel 1996, ad essere promosso alla C.A.N. C, dove ha diretto in totale 21 partite in Serie C1 e circa un centinaio di Serie C2, prima di essere dismesso nel 2011 per anzianità nel ruolo. Nella sua carriera ha comunque diretto in Italia oltre 700 gare ufficiali.
Nel settembre 2001 viene chiamato a dirigere per l'Associazione Sammarinese Arbitri, dove sarà nominato arbitro internazionale UEFA e FIFA nel febbraio 2004, dopo la valutazione tecnica ed atletica svoltasi a Las Rozas de Madrid nello stesso periodo.
Riminese di nascita, ma sportivamente sammarinese a tutti gli effetti, Gabriele Rossi era uno dei due arbitri della Repubblica (l'altro era Stefano Podeschi) ad appartenere al rango degli internazionali, e fino al 2011 ha diretto regolarmente gare del massimo Campionato sammarinese di calcio.
Nel dicembre 2005 ha conseguito anche il patentino UEFA B per allenatori di calcio.
Ha arbitrato numerose gare internazionali oltre ad assistere, come quarto ufficiale di gara, il collega sammarinese Podeschi Stefano ed altri arbitri Uefa designati da altre nazionalità in differenti competizioni/tornei.
Tra le gare arbitrate va segnalata la gara disputata tra le nazionali maggiori Isole Fær Øer-Francia del 13 ottobre 2007 giocata nella capitale faroese Tórshavn: la designazione per l'incontro arriva all'ultimo minuto, a causa dell'indisponibilità dell'arbitro turco Selçuk Dereli, bloccato in aeroporto ad Oslo per via del maltempo (Rossi aveva, fra l'altro, diretto il giorno stesso, alle 11 di mattina, a Tórshavn un match di qualificazione tra Nazionali Under-21 (Fær Øer-Azerbaigian). In questa gara Rossi ha preso un solo provvedimento disciplinare (ammonizione al giocatore di casa Olsen Suni).
È il primo arbitro dell'Associazione Sammarinese a compiere un salto di categoria in seno alla UEFA.
Caratteristica singolare: in campo internazionale, Rossi non ha mai comminato nessun cartellino rosso.
Il 16 luglio 2008 ha debuttato anche nei preliminari di UEFA Champions League, a Dublino, dirigendo la gara Drogheda United-Levadia Tallinn; con questa partita si è aggiudicato il primato di primo arbitro sammarinese ad arbitrare una gara di UEFA Champions League.
Il 31 dicembre 2011 pone fine alla sua carriera internazionale per raggiunti limiti di età, continuando però ad allenare nelle categorie minori del calcio regionale italiano.